# Ahmose (fill d'Amenofis II)
Ahmose ("Fill de la Lluna") va ser un príncep egipci i Gran Sacerdot de Ra durant la XVIII Dinastia d'Egipte.
Ahmose era probablement un dels fills del faraó Amenofis II. Va estar en el càrrec de Gran Sacerdot de Ra a Heliòpolis durant el regnat del seu germà Tuthmosis IV. Una estela seva, que probablement es trobava originalment a Heliòpolis, avui és a Berlín. Per altra banda es conserva també una estàtua trencada seva (provinent probablement de Coptos) que es troba al Caire.
La primera síl·laba del seu nom s'escriu com una mitja lluna.